# إد غودارد
إد غودارد (بالإنجليزية: Ed Goddard)‏ هو لاعب كرة قدم أمريكية أمريكي، ولد في 28 أكتوبر 1914 في سان دييغو في الولايات المتحدة، وتوفي في 20 يوليو 1992 في سان ماركوس في الولايات المتحدة.

## وصلات خارجية
- إد غودارد على موقع مرجع كرة القدم المحترفة.كوم (الإنجليزية)